# Nayer
Nayer Regalado (* 2. srpna 1985 Miami, USA) je americká popová zpěvačka kubánského původu. Zpívat a hrát začala ve věku sedmi let.
V roce 2007 se seznámila s rapperem Pitbullem. O čtyři roky později s ním a zpěvákem Mohombi natočila videoklip Suave (Kiss Me).